# Spinetta Jade
Spinetta Jade é uma banda de rock argentino, formada por Luis Alberto Spinetta em Buenos Aires.

## Discografia
- Alma de diamante (1980)
- Los niños que escriben en el cielo (1981)
- Bajo Belgrano (1983)
- Madre en años luz (1984)